# Epeolus japonicus
Epeolus japonicus är en biart som beskrevs av Gottlieb Wilhelm Bischoff 1930. Epeolus japonicus ingår i släktet filtbin, och familjen långtungebin. Inga underarter finns listade i Catalogue of Life.